# Pink Friday Tour
El Pink Friday Tour es la primera gira de conciertos de la cantante trinitense Nicki Minaj.La gira promociona su segundo álbum de estudio, Pink Friday: Roman Reloaded.  Empezando en mayo de 2012, la gira se presentó en más de 30 espectáculos en Oceania, Asia y Norte América.

## Antecedentes
Mientras promocionaba su segundo álbum en el Reino Unido, Nicki reveló fechas de la gira en las ciudades principales de Inglaterra. La cantante anunció oficialmente la gira vía Twitter el 1 de mayo de 2012, mostrando el escenario semejando una casa de ensueño de la muñeca Barbie. 
Ella declaró que la gira se presentará en distintos recintos como espacios abiertos, festivales, arenas y clubes. También menciona la gira tendrá un sensación "íntima y a la grande". Laurieann Gibson es la directora creativa y coreógrafa de la gira.

## Actos de apertura
- Timomatic (Melbourne, Sídney)[5]
- Stan Walker (Brisbane)[5]
- 2 Chainz (Norte América)[6]

## Repertorio
Oceanía y Asia
1. "Roman Holiday"
2. "Did It on 'Em"
3. "I Am Your Leader"
4. "Beez in the Trap"
5. "Stupid Hoe"
6. "Dance (A$$)" (Remix)
7. "Right by My Side"
8. "Moment 4 Life"
9. "Champion"
10. "Untitled I" (contine extactos de "Check It Out") (Interludio)
11. "Starships"
12. "Pound the Alarm"
13. "Whip It"
14. "Untitled II" (contiene extractos de "Va Va Voom") (Interludio)
15. "Fire Burns"
16. "Save Me"
17. "Bottoms Up"
18. "Untitled III" (contiene extractos de "Itty Bitty Piggy" and "Muny") (Interludio)
19. "Where Them Girls At"
20. "Turn Me On"
21. "Super Bass"

Fuente:
Norte América
1. "Roman's Revenge"
2. "Did It on 'Em"
3. "I Am Your Leader"
4. "Beez in the Trap"
5. "Stupid Hoe"
6. "Dance (A$$)" (Remix)
7. "Right by My Side"
8. "Moment 4 Life"
9. "Automatic" (Interludio)
10. "Starships"
11. "Pound the Alarm"
12. "Whip It"
13. "Where Them Girls At"
14. "Turn Me On"
15. "Fly" / "Marilyn Monroe" / "Right Thru' Me" (Interludio)
16. "Fire Burns"
17. "Save Me"
18. "Medio" (contiene extractos de "Itty Bitty Piggy", "Come On A Cone", "HOV Lane", "Letting Go (Dutty Love)", "Monster", "Up All Night", "My Chick Bad", "Hold Yuh", "Bottoms Up" y "Bedrock")
19. "Super Bass"

## Fechas
| Fecha                | Ciudad           | País           | Recinto                          |
| -------------------- | ---------------- | -------------- | -------------------------------- |
| Oceania              |                  |                |                                  |
| 16 de mayo de 2012   | Sídney           | Australia      | Hordern Pavilion                 |
| 18 de mayo de 2012   | Melbourne        | Australia      | Hisense Arena                    |
| 19 de mayo de 2012   | Brisbane         | Australia      | Brisbane Entertainment Centre    |
| Asia                 |                  |                |                                  |
| 22 de mayo de 2012   | Osaka            | Japón          | Namba Hatch                      |
| 23 de mayo de 2012   | Tokio            | Japón          | Zepp Tokyo                       |
| 25 de mayo de 2012   | Yokohama         | Japón          | Yokohama Bay Hall                |
| Europa               |                  |                |                                  |
| 8 de junio de 2012   | Estocolmo        | Suecia         | Annexet                          |
| 9 de junio de 2012   | Oslo             | Noruega        | Oslo Spektrum                    |
| 11 de junio de 2012  | Copenhague       | Dinamarca      | Falkoner Theatre                 |
| 13 de junio de 2012  | Bruselas         | Bélgica        | Ancienne Belgique                |
| 16 de junio de 2012  | Berlín           | Alemania       | Tempodrom                        |
| 18 de junio de 2012  | Ámsterdam        | Países Bajos   | Heineken Music Hall              |
| 21 de junio de 2012  | Milán            | Italia         | Discoteca Alcatraz Milano        |
| 23 de junio de 2012  | Londres          | Reino Unido    | Hackney Marshes                  |
| 24 de junio de 2012  | Londres          | Reino Unido    | HMV Hammersmith Apollo           |
| 25 de junio de 2012  | Londres          | Reino Unido    | HMV Hammersmith Apollo           |
| 26 de junio de 2012  | Birmingham       | Reino Unido    | National Indoor Arena            |
| 28 de junio de 2012  | Mánchester       | Reino Unido    | O2 Apollo Manchester             |
| 6 de julio de 2012   | París            | Francia        | Zénith de Paris                  |
| 7 de julio de 2012   | Londres          | Reino Unido    | Hyde Park                        |
| 8 de julio de 2012   | Kinross          | Reino Unido    | Balado Airfield                  |
| Asia                 |                  |                |                                  |
| 11 de julio de 2012  | Pasay            | Filipinas      | Mall of Asia Arena               |
| Norte América        |                  |                |                                  |
| 16 de julio de 2012  | Chicago          | Estados Unidos | Chicago Theatre                  |
| 17 de julio de 2012  | Detroit          | Estados Unidos | Fox Theatre                      |
| 19 de julio de 2012  | Cleveland        | Estados Unidos | State Theatre                    |
| 21 de julio de 2012  | Washington D. C. | Estados Unidos | DAR Constitution Hall            |
| 22 de julio de 2012  | Atlanta          | Estados Unidos | Fox Theatre                      |
| 24 de julio de 2012  | Miami            | Estados Unidos | James L. Knight Center           |
| 26 de julio de 2012  | Birmingham       | Estados Unidos | Boutwell Memorial Auditorium     |
| 27 de julio de 2012  | Nueva Orleans    | Estados Unidos | Lakefront Arena                  |
| 28 de julio de 2012  | Houston          | Estados Unidos | Bayou Music Center               |
| 29 de julio de 2012  | Grand Prairie    | Estados Unidos | Verizon Theatre at Grand Prairie |
| 31 de julio de 2012  | Saint Louis      | Estados Unidos | Peabody Opera House              |
| 2 de agosto de 2012  | Denver           | Estados Unidos | Wells Fargo Theatre              |
| 4 de agosto de 2012  | Las Vegas        | Estados Unidos | Theatre for the Performing Arts  |
| 5 de agosto de 2012  | Los Ángeles      | Estados Unidos | Nokia Theatre L.A. Live          |
| 7 de agosto de 2012  | Phoenix          | Estados Unidos | Comerica Theatre                 |
| 9 de agosto de 2012  | Oakland          | Estados Unidos | Paramount Theatre                |
| 11 de agosto de 2012 | Seattle          | Estados Unidos | Paramount Theatre                |
| 12 de agosto de 2012 | Vancouver        | Canadá         | Queen Elizabeth Theatre          |
| 14 de agosto de 2012 | Nueva York       | Estados Unidos | Roseland Ballroom                |